# Guadalupe Victoria (Chínipas)
Guadalupe Victoria es una localidad del estado mexicano de Chihuahua. Es parte del municipio de Chínipas.

## Toponimia
El nombre de la localidad rinde homenaje a Guadalupe Victoria, primer presidente de México.

## Demografía
| Gráfica de evolución demográfica |
|                                  |

| Censo | Población |
| ----- | --------- |
| 1900  | 279       |
| 1910  | —         |
| 1921  | 401       |
| 1930  | 408       |
| 1940  | 545       |
| 1950  | 366       |
| 1960  | 342       |
| 1970  | 335       |
| 1980  | 338       |
| 1990  | 223       |
| 2000  | 180       |
| 2010  | 236       |
| 2020  | 273       |